# Swile
Swile, anciennement Lunchr, est une start-up française fondée par Loïc Soubeyrand en 2016.
Swile propose une plateforme qui réunit au même endroit l’ensemble des avantages salariés (titres-resto, titres-cadeaux, titres-mobilité), la gestion des déplacements professionnels, ainsi que des solutions permettant de faciliter les interactions au travail (outils de sondages et enquêtes de bien-être au travail, cagnottes, etc.). Par ailleurs, Swile continue d’éditer et de mettre à disposition une carte de paiement intelligente, la Swile Card, qui débite le bon compte avantage (titres-resto, cadeaux ou mobilité) en fonction de la dépense.

## Historique

### Genèse
Le créateur de Swile, Loïc Soubeyrand, est originellement fondateur de start-ups et ancien PDG de Teads, entreprise spécialisée dans la publicité sur Internet, vendue à Altice en 2017. Il fonde en 2016 Swile, sous le premier nom de Lunchr. Il s'agit alors d'une application de précommande de déjeuner sur place ou à emporter. Elle lève en janvier 2017 en seed 2,5 millions d'euros auprès de Daphni,,.
C’est en constatant que 70% des commandes du déjeuner étaient payées en titres restaurants et que 90% des titres restaurants étaient délivrés sous forme papier que la plateforme a évolué pour devenir un acteur des titres restaurants dématérialisés. Grâce à sa carte, reliée au réseau Mastercard, Lunchr devient la première carte acceptée par défaut dans tous les restaurants, boulangeries, supermarchés.

### Levées de fonds
En 2018, elle opère une levée de 11 millions d'euros (série A) auprès d’Idinvest,,,, puis une autre de 30 millions d'euros, en février 2019 (série B), auprès notamment d'Index Ventures et Kima Ventures,,,,, Lunchr revendique à l’époque 2 000 clients.
L’entreprise poursuit le développement de son produit en lançant des fonctionnalités comme la compatibilité avec Apple Pay et Google Pay, ainsi que des innovations exclusives telles que le paiement au-delà du plafond légal.
En janvier 2020, Lunchr devient l'une des premières startups à intégrer le FrenchTech 120.
Quelques mois plus tard, Lunchr diversifie ses services en ajoutant à son offre des outils de cohésion et de gestion de la vie d’équipe et change donc son nom de marque pour Swile. Ce changement a pour vocation de détacher la marque du mot “Lunch”, et donc d’un service uniquement centré sur la pause déjeuner, pour englober désormais tous les moments de la vie en entreprise. Swile est la contraction de “Smile at Work” et l’ambition affichée est de faciliter l’expérience employé en donnant le sourire au travail tout au long de la journée. Son application, initialement utilisée pour connaître son solde et gérer sa carte, s'enrichit de nouvelles fonctionnalités de cohésion comme la création de cagnottes ou d'événements, la célébration des anniversaires professionnels ou personnels, le remboursement entre collègues ou encore la messagerie instantanée,,.
La société, qui emploie alors 200 personnes, annonce un besoin supplémentaire de 50 à 70 millions d'euros pour développer de nouveaux services et s'implanter à l'étranger. Elle réalise donc une nouvelle levée de fonds (Série C), d’un montant de 70 millions d’euros, auprès des mêmes investisseurs et de la BPI. À la suite de cela, elle annonce le fait que la carte Swile devient la première "smartcard" (carte intelligente) du marché réunissant à la fois les titres restaurants, les titres cadeaux, mais également les titres mobilité. La particularité de cette "smartcard" est qu'elle débite le bon compte au bon moment, automatiquement. 

### Croissance externe et levées ultérieures
En septembre 2020, Swile devient n°1 du classement top Linkedin Startup (elle sera 3ème en 2021 et de nouveau première en 2022) et rachète au même moment la startup Sweevana pour renforcer son offre titres-cadeaux et subventions CE,.
En novembre 2020, Swile poursuit l'élargissement de son activité à la suite du rachat de Briq, une start-up spécialisée dans l'engagement des salariés. Grâce à la technologie développée par Briq, Swile propose désormais des services de sondage et d'analyse qualitative et quantitative de l'expérience employé au sein des entreprises.
En janvier 2021, Swile remporte un appel d'offres avec Carrefour, permettant au groupe de distribuer les cartes Swile à ses 62 000 salariés.
En février 2021, Swile rachète Vee Benefícios, une startup brésilienne dédiée aux avantages salariés. Elle cherche ainsi à se positionner sur le premier marché mondial des avantages employés. Avec près de 50 millions d’actifs éligibles aux avantages salariaux et un taux de dématérialisation proche de 100%, le Brésil représente une opportunité de croissance exponentielle pour l’ensemble de ses services d’avantages ou d’engagement.
Début octobre 2021, une nouvelle levée de fonds de 200 millions de dollars (175 millions d'euros), au cours de laquelle Softbank rejoint les autres investisseurs, permet à Swile de capitaliser un milliard de dollars et d'accéder ainsi au statut de licorne (entreprise de moins de 10 ans valorisée plus d'un milliard de dollars). Le président Emmanuel Macron cite l'entreprise comme « une nouvelle preuve que la French Tech est au devant de la scène sur le plan international »,,.
En mai 2022, l'entreprise rachète la start-up spécialisée dans la gestion des déplacements professionnels Okarito pour 6 millions d'euros en cash et en actions,.
En juillet 2022, l'entreprise annonce un rapprochement avec Bimpli (filiale de BPCE) afin de devenir co-leader des avantages salariés sur le marché français et un acteur mondial du secteur de la worktech. A l’issue de cette opération, Swile détiendra 100 % de Bimpli et le Groupe BPCE deviendra le premier actionnaire de Swile avec une participation à hauteur de 22 % au capital. Ce nouvel ensemble permettra au nouveau groupe de dépasser 140M€ de revenus et de devenir le co-leader français avec Edenred en France selon le management.

### Vers la rentabilité
Swile publie également ses comptes des années 2018, 2019, 2020 et 2021. En 2021, l'entreprise enregistre une perte de 41 millions d'euros, pour un chiffre d'affaires de 11 millions. Swile commente ces pertes en les définissant comme de l'investissement : Swile opérant sur un marché de volume, elle a besoin pour atteindre la rentabilité de croître vite pour gagner des parts de marché.
En 2022, le chiffre d'affaires de l'entreprise bondit de 11 M€ à 138 M€. Le résultat net se creuse toutefois à -72 M€, tiré vers le bas par la croissance externe. L'entreprise devrait être rentable dès la fin de l'année 2023.
Swile est présente en France et au Brésil avec près de 750 salariés, 900 000 utilisateurs, 30 000 entreprises clientes dont Carrefour, Le Monde, PSG, Airbnb, Spotify, Red Bull ou TikTok, et enfin plus de 150 000 commerçants affiliés (restaurants, boulangeries, boucheries, épiceries, supermarchés, primeurs agréés auprès de la Commission Nationale des Titres Restaurant, qui acceptent les titres-restaurants Swile dans leurs établissements ; mais aussi des partenaires comme Sephora, Zara, Decathlon, Boulanger, La Fnac et d’autres qui permettent aux utilisateurs de dépenser leurs titres cadeaux en ligne ou en magasin),.   

## Controverses

### Accusations de mauvaises pratiques managériales
En 2021, le journal Le Monde fait paraître un article présentant des témoignages de management toxique dans le monde des start-ups, notamment au sein de Swile, rassemblés par le compte Instagram « Balance ta start-up ».